# Йорритсма, Йон
Йон Йорритсма (нидерл. Johannes Arnoldus (John) Jorritsma, род. сентябрь 1956, Болсвард, Фрисландия) — нидерландский политик от Народной партии за свободу и демократию.

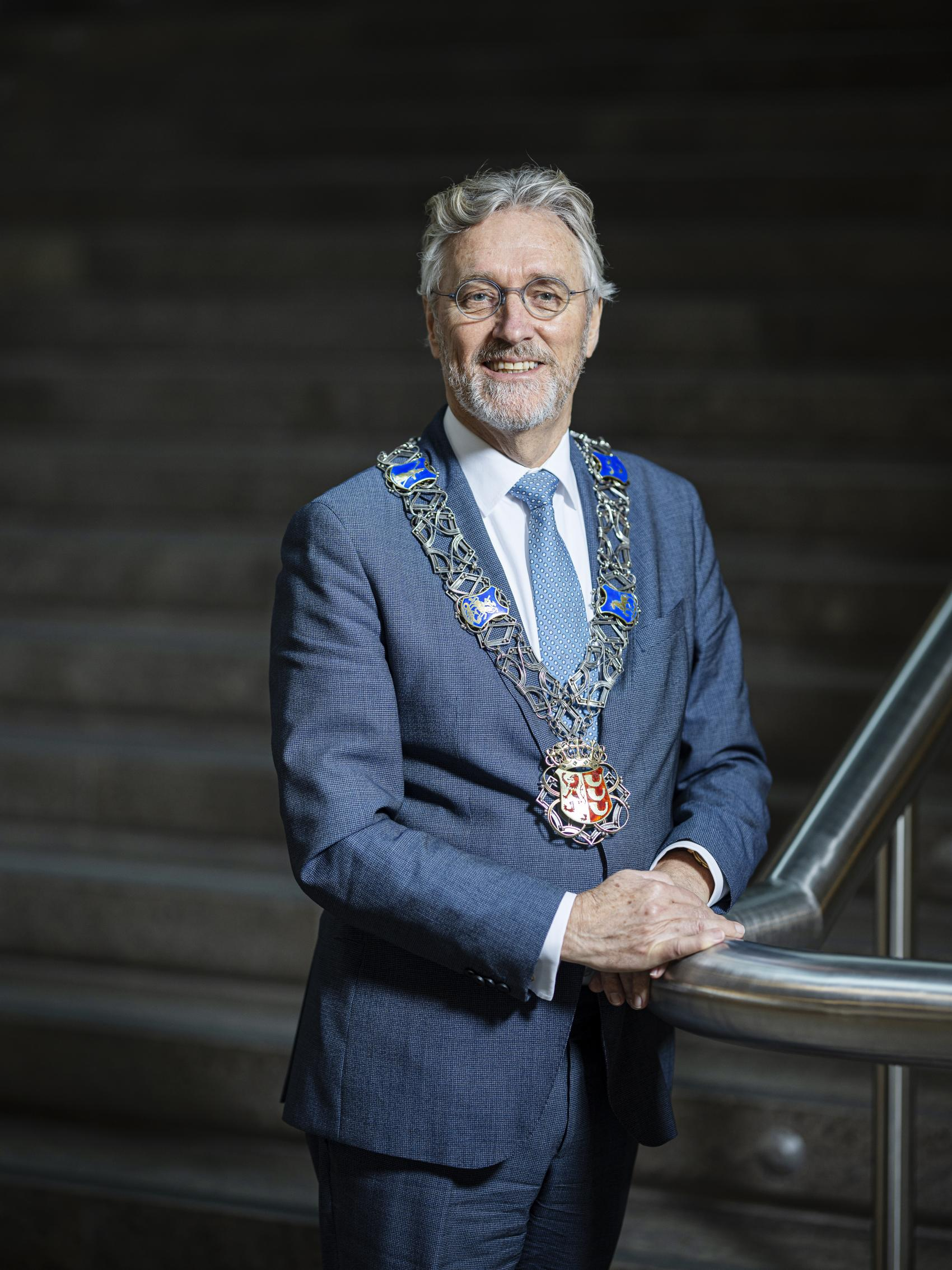
Йорритсма в 2022 году

## Карьера
Йорритсма получил среднее образование в Амерсфорте. Он прошёл курсы публичного права I и II в Утрехтской административной академии, курс высшего менеджмента в Институте социальных наук и различные (последипломные) курсы в области государственного управления и курсы менеджмента специально для должности муниципального служащего.
Йорритсма начал свою карьеру в 1976 году в качестве чиновника по городскому развитию в муниципалитете Амерсфорта. С 1979 по 1981 год он был государственным служащим по общим вопросам в муниципалитете Хувелакен. С 1981 по 1984 год он был штатным сотрудником Совета мэра и советников/организаторов, а с 1984 по 1987 год — главой Департамента общего управления и экономики муниципалитета Лёсден. С 1987 по 1991 год он был муниципальным служащим в Лёнен-аан-де-Вехт, а с 1991 по 1997 год — муниципальным служащим в Синт-Оденроде.
В 1997 году Йорритсма стал мэром вновь образованного муниципалитета Кранендонк (до 28 января 1998 года под названием Будель). Через пять лет Йорритсма попрощался с государственным управлением и в 2002 году стал директором Агентства развития Брабанта (Brabantse Ontwikkelings Maatschappij, BOM). В 2008 году он вернулся во Фрисландию, чтобы 16 мая 2008 года стать комиссаром королевы.
13 сентября 2016 года он был приведён к присяге в качестве мэра муниципалитета Эйндховена. В июне 2019 года Йорритсма попал в национальные новости, заранее запретив демонстрацию движения ПЕГИДА. По словам национального омбудсмена Рейнира ван Зутфена, Йорритсма недостаточно мотивировал свое решение, и право на демонстрацию перевешивало любые беспорядки. 8 октября 2021 года Йорритсма сообщил городскому совету, что не претендует на второй срок на посту мэра. 13 сентября 2022 года его сменил на посту мэра Йерун Дейсселблум.

## Общественная деятельность
Йорритсма является председателем Наблюдательного совета и Консультативного совета Фонда «Возрождение деревни» (бывший Фонд «Инновации, рекреация и территориальное планирование») и членом правления Национального фонда реставрации памятников. С 1 октября 2022 года Йорритсма назначен председателем наблюдательного совета Университета прикладных наук Аванс.

## Награды
- Золотая медаль Почёта муниципалитета Синт-Эденроде
- Золотая медаль Почёта муниципалитета Кранендонк
- Провинциальная премия Хертог Ян
- Кавалер ордена Короны (Бельгия, 2017 год)
- Почётный знак города Эйндховен (12 сентября 2022 года)[9]
- Офицер ордена Оранж-Нассау[нидерл.] (12 сентября 2022 года)[9]

## Семья
Йорритсма не состоит в родстве с сенатором и бывшим мэром Алмере Аннемари Йорритсма. Он женат и у него трое детей.